# 노솔루스
노솔루스, 노솔리우스, 노솔룸 (Nosolus, Nosolius, Nosolum)은 고대 리투아니아의 곡물의 신이다. 1605년 하나님 예수회 보고서.에 이 신이 적혀 있다. 그는 많은 곡물 수확을 기원하기 위해 염소의 피로 강을 채웠다. 노솔 숭배는 여신 디르볼리로스와 마찬가지로 대지와 물과 연관이 있다.  때때로 그는 딤스티파티스와 같은 농가의 신으로 여겨지기도 한다.